# DR-Baureihe E 93
Die schweren Elektrolokomotiven der Baureihe E 93 (ab 1968: DB-Baureihe 193) waren für den Güterzugdienst konzipiert. Äußerlich sehen die Maschinen durch die langen Vorbauten auf den Drehgestellen ihrer Nachfolgebaureihe E 94 sehr ähnlich; allerdings fehlen die markanten gekröpften und gelochten Langträger der Brückenrahmen der E 94.
Aufgrund der Form der Lokomotiven mit beidseitigen, langen Vorbauten mit einer Silhouette, die an die Schweizer Ce 6/8 erinnert, zählt die Baureihe E 93 zu den Krokodil-Lokomotiven. Die Bezeichnung „deutsches Krokodil“ war vor allem in Südwestdeutschland üblich.

## Geschichte
Die im Jahre 1933 erfolgte Elektrifizierung der Geislinger Steige im Verlauf der Strecke Stuttgart – Ulm verlangte nach leistungsfähigen Güterzuglokomotiven. Gefordert wurde von der Reichsbahn eine sechsachsige Drehgestelllokomotive ohne Laufachsen. Sie sollte Güterzüge mit bis zu 1600 Tonnen bis Geislingen-West und im weiteren Verlauf über die Geislinger Steige zusammen mit einer Schiebelokomotive bis zu 1200 Tonnen Last befördern können. In der Gegenrichtung sollten auf der Rampe von Ulm nach Beimerstetten 1100 Tonnen ohne Schiebelokomotive befördert werden. Als Höchstgeschwindigkeit waren 65 km/h vorgesehen, das war die Geschwindigkeit damaliger Schnellgüterzüge.
Auf Grund der guten Erfahrungen mit der Versuchslokomotive E 44 001 wählte man auch für die E 93 den Tatzlagerantrieb. Die beiden dreiachsigen Drehgestelle mit angebauter Pufferbohle und den beiden Vorbauten trugen einen geschweißten Brückenrahmen mit dem Lokomotivkasten, in dem der Hauptteil der elektrischen Ausrüstung und die beiden Führerstände untergebracht waren. Zur serienmäßigen Ausrüstung zählte erstmals auch eine BBC-Sicherheitsfahrschaltung.
1933 lieferte AEG die E 93 01 und 02 an die Reichsbahn aus. Die Maschinen wurden in Kornwestheim bei Stuttgart stationiert und dort einer umfangreichen Erprobung unterzogen. Ihnen folgten 1935 zwei weitere Maschinen und 1937 direkt ab Werk neun weitere E 93. Nachdem auch in der Reichsbahndirektion Halle Bedarf an schweren Güterlokomotiven angemeldet worden war, kamen die E 93 14–18 1939 zunächst zur RBD Halle, vier davon wurden aber noch im gleichen Jahr in Zusammenhang mit der Auslieferung der E 44 nach Rosenheim abgegeben. Dort wurden sie bald durch die leistungsfähigeren E 94 abgelöst. So wurden diese Maschinen 1941/1942 an das Bw Kornwestheim umstationiert, wohin 1940 auch die E 93 18 gekommen war.

## Einsatz bei der Deutschen Bundesbahn
Bei Kriegsende waren in Kornwestheim sechs E 93 beheimatet; weitere waren in den Betriebswerken Ulm und Geislingen stationiert. Mehrere E 93 waren durch Bomben und Fliegerbeschuss beschädigt, 1947 waren jedoch alle wieder in Betrieb. Im Jahr 1951 wurde der gesamte Ulmer Bestand nach Kornwestheim umbeheimatet, 1958 folgten die Maschinen aus Geislingen. Damit waren alle E 93 in Kornwestheim versammelt, wo sie bis zu ihrer jeweiligen Ausmusterung blieben.
Das Aufgabengebiet der E 93 war hauptsächlich die Beförderung von Güterzügen von Stuttgart nach München, mit fortschreitender Elektrifizierung der Strecken auch nach Würzburg, Nördlingen und Mannheim, sowie der Schiebedienst auf der Geislinger Steige. Mit Beginn der Lieferungen der E 50 wanderten sie jedoch langsam in untergeordnete Dienste ab.

### Die letzten Einsatzjahre

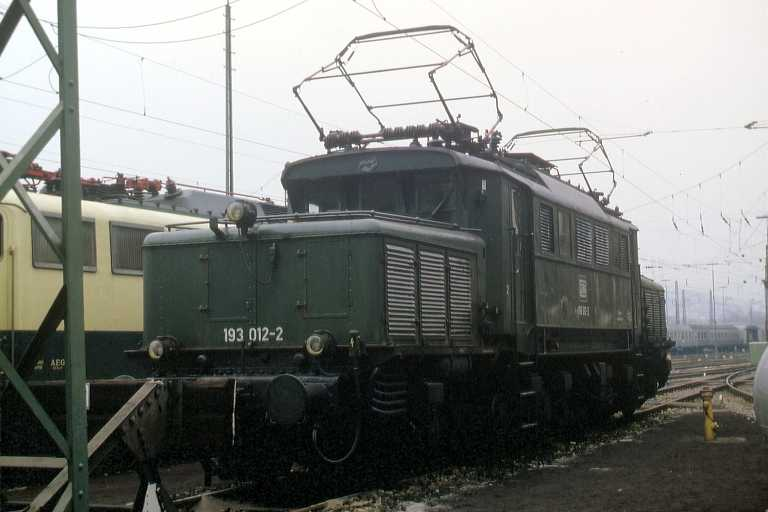
193 012 im letzten Einsatzjahr in Stuttgart

Ab 1968 wurden die E 93 bei der Einführung der EDV-Nummern in Baureihe 193 umgezeichnet. Im Jahr 1976 strich die Deutsche Bundesbahn die Baureihe 193 aus dem Unterhaltungsbestand, sieben Maschinen wurden im gleichen Jahr ausgemustert. Das Nachschieben an der Geislinger Steige blieb jedoch ihre Domäne bis zum Schluss. Als letztes Exemplar wurde die 193 006 im Juni 1984 abgestellt.

## Verbleib
Drei Lokomotiven der Baureihe 193 sind erhalten:
- 193 007 als offizielle Museumslokomotive der Deutschen Bahn im DB Museum Koblenz, 1978–1979 bei der Krokodil-Ausstellung im Verkehrshaus der Schweiz ausgestellt
- 193 008 bis 9. Dezember 2022 als Denkmal auf dem Gelände des Kernkraftwerks Neckarwestheim, dann Eisenbahn-Erlebniswelt Horb am Neckar
- 193 012 im Privatbesitz, wurde zur rollfähigen Aufarbeitung nach Ettlingen überführt und in einer Betriebshalle der Albtal-Verkehrs-Gesellschaft untergestellt, sie ist derzeit noch in desolatem Zustand